# NGC 7059
NGC 7059 (другие обозначения — PGC 66784, ESO 145-5, IRAS21236-6013) — спиральная галактика с перемычкой (SBc) в созвездии Павлин.
Этот объект входит в число перечисленных в оригинальной редакции «Нового общего каталога».